# Леониха (городской округ Чехов)
Леониха — деревня в Чеховском районе Московской области, в составе муниципального образования сельское поселение Любучанское (до 29 ноября 2006 года входила в состав Любучанского сельского округа).

## Население
| 2002 | 2006 | 2010 |
| ---- | ---- | ---- |
| 5    | ↘0   | ↗5   |

## География
Леониха расположены примерно в 23 км (по шоссе) на северо-восток от Чехова, в междуречье притоков реки Рожайка (правый приток реки Пахры), высота центра деревни над уровнем моря — 187 м. На 2016 год в Леонихе зарегистрирована 1 улица — Изумрудная аллея и 2 садовых товарищества.